# Gorica (vrchol)
Gorica (v srbské cyrilici Горица) je vrchol s nadmořskou výškou 130 m n. m., který se nachází v černohorské metropoli Podgorica. Je protáhlého západo-východního tvaru s délkou cca 1,4 km ve a šířkou (ve směru sever-jih) cca 800 m.
Město samotné má svůj název právě od tohoto kopce. Slovo gorica doslova označuje malý kopec/hůrku/horku. Jižně od něj, kde se nachází samotný střed černohorské metropole, je umístěn také fotbalový Stadion Pod Goricom.
V minulosti měl vrchol strategický význam (neboť byl jediným vyšším pahorkem přímo vystupujícím do Zenské nížiny). Od 20. století je celý vrchol kopce upraven jako park, je zalesněn a má řadu chodníků a hřišť. Nachází se zde také menší sportovní hřiště a památník padlého hrdiny (dokončen roku 1957). Konají se zde slavnostní salvy v období významných výročí. Na úpatí kopce se nachází mimo jiné i kostel svatého Jiří.
V roce 1978 bylo rozhodnuto o výstavbě silničního tunelu pod vrcholem, nicméně tento nebyl nikdy dobudován; stavební práce měly být obnoveny v roce 2006. Realizace tunelu pod místem, které má pro místní obyvatelstvo kulturní význam, je předmětem rozsáhlé veřejné diskuze. Od 90. let je park vystaven živelné výstavbě v okolí, která ohrožuje místní souvislý les.